# Đảo Stewart
Đảo Stewart / Rakiura là hòn đảo lớn thứ ba của New Zealand. Nó nằm ở khu vực ngoài khơi, cách đảo Nam khoảng 30 km (19 dặm) về phía nam, ngăn cách bởi eo biển Foveaux. Dân số thường trú tại đảo là 381 người (điều tra dân số năm 2013)  hầu hết trong số đó sống tại khu dân cư Oban.

## Lịch sử

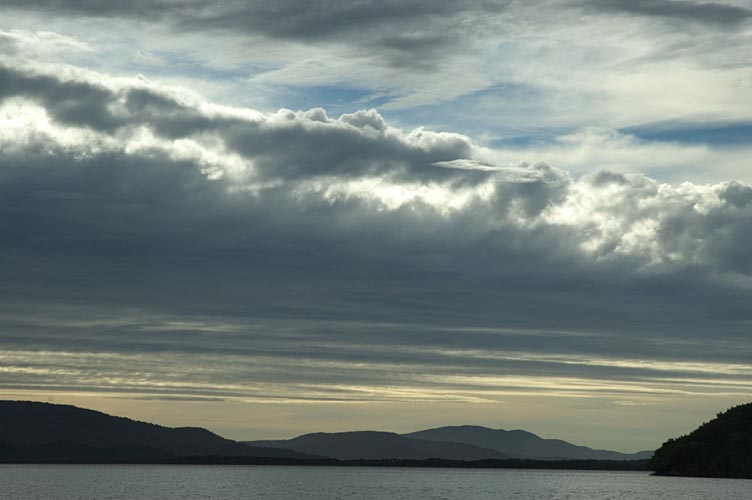
Paterson Inlet lúc hoàng hôn

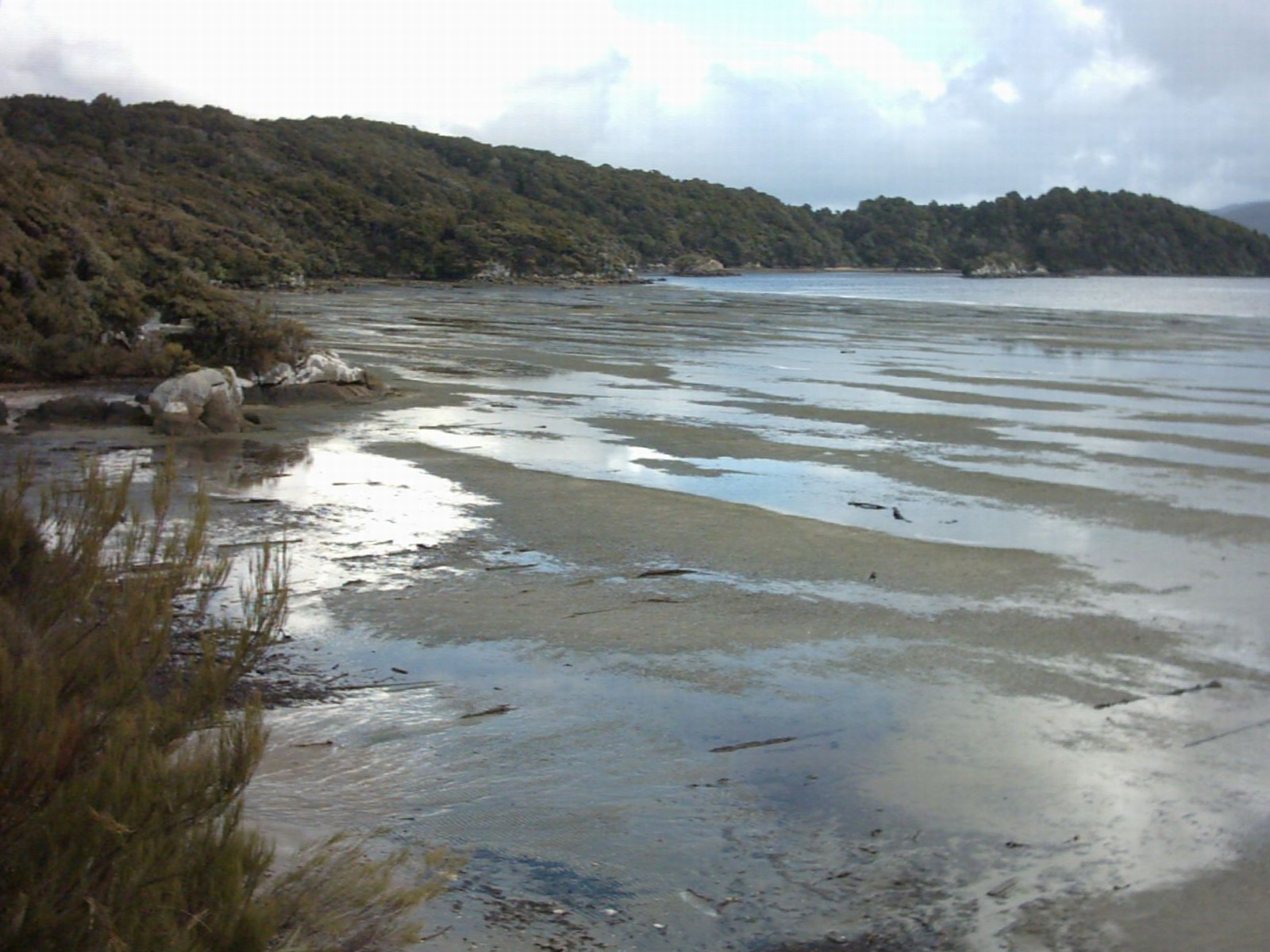
Bãi bùn gần Oban

Tên gốc Maori của hòn đảo là Te Punga o Te Waka a Maui, hòn đảo Stewart / Rakiura là trung tâm của những câu chuyện thần thoại của người Maori. Dịch ra nghĩa là Đá báo hiệu của xuồng độc mộc Maui, đề cập một phần đến hòn đảo trong truyền thuyết về người anh hùng Maui và thủy thủ đoàn.
Rakiura là cái tên thường được biết đến và sử dụng bởi những người Maori. Nó thường được dịch là bầu trời phát sáng, có thể là một tham chiếu đến cảnh hoàng hôn hay cho hiện tượng nam cực quang trên đảo.
Thuyền trưởng James Cook và thủy thủ đoàn của ông là những người châu Âu đầu tiên nhìn thấy hòn đảo này vào năm 1770, nhưng Cook nghĩ rằng nó là một phần của đảo Nam nên đặt tên cho nó là mũi Nam. Hòn đảo được đặt theo tên tiếng Anh của William W. Stewart, sĩ quan đầu tiên trên tàu Pegasus đi từ cảng Jackson (Sydney), Úc vào năm 1809 trên chuyến tham hiểm săn hải cẩu. Stewart cùng con tàu đã lọt vào bến cảng đông nam mà ngày nay là địa danh mang tên của con tàu (Port Pegasus), và ông đã xác định các điểm phía bắc của đảo, chứng minh rằng nó là một hòn đảo. Ông đã thực hiện ba chuyến thăm khác tới đảo từ những năm 1820 đến 1840.
Năm 1841, hòn đảo này được thành lập như là một trong ba tỉnh của New Zealand, và được đặt tên là New Leinster. Tuy nhiên, nó chỉ tồn tại trên giấy và bị bãi bỏ chỉ sau 5 năm, và với việc thông qua Hiến pháp New Zealand 1846, nó đã trở thành một phần của New Munster, bao gồm cả đảo Nam và một diện tích của khu vực đảo Bắc. Khi New Munster đã bị bãi bỏ vào năm 1853, Stewart đã trở thành một phần của tỉnh Otago cho đến năm 1861 khi tỉnh Southland tách ra từ Otago. Năm 1876 các tỉnh đã được bãi bỏ hoàn toàn.
Hầu hết khoảng thời gian trong thế kỷ XX, "Đảo Stewart" là tên chính thức, và sử dụng phổ biến bởi hầu hết người New Zealand. Tên chính thức được thay đổi là đảo Stewart / Rakiura bởi Đạo luật được công bố năm 1998, là một trong nhiều thay đổi như vậy dưới hiệp ước Ngāi Tahu.

## Địa lý

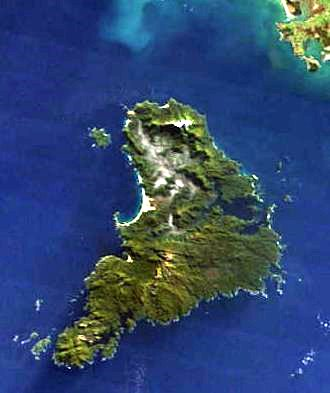
Hình ảnh vệ tinh của đảo Stewart / Rakiura

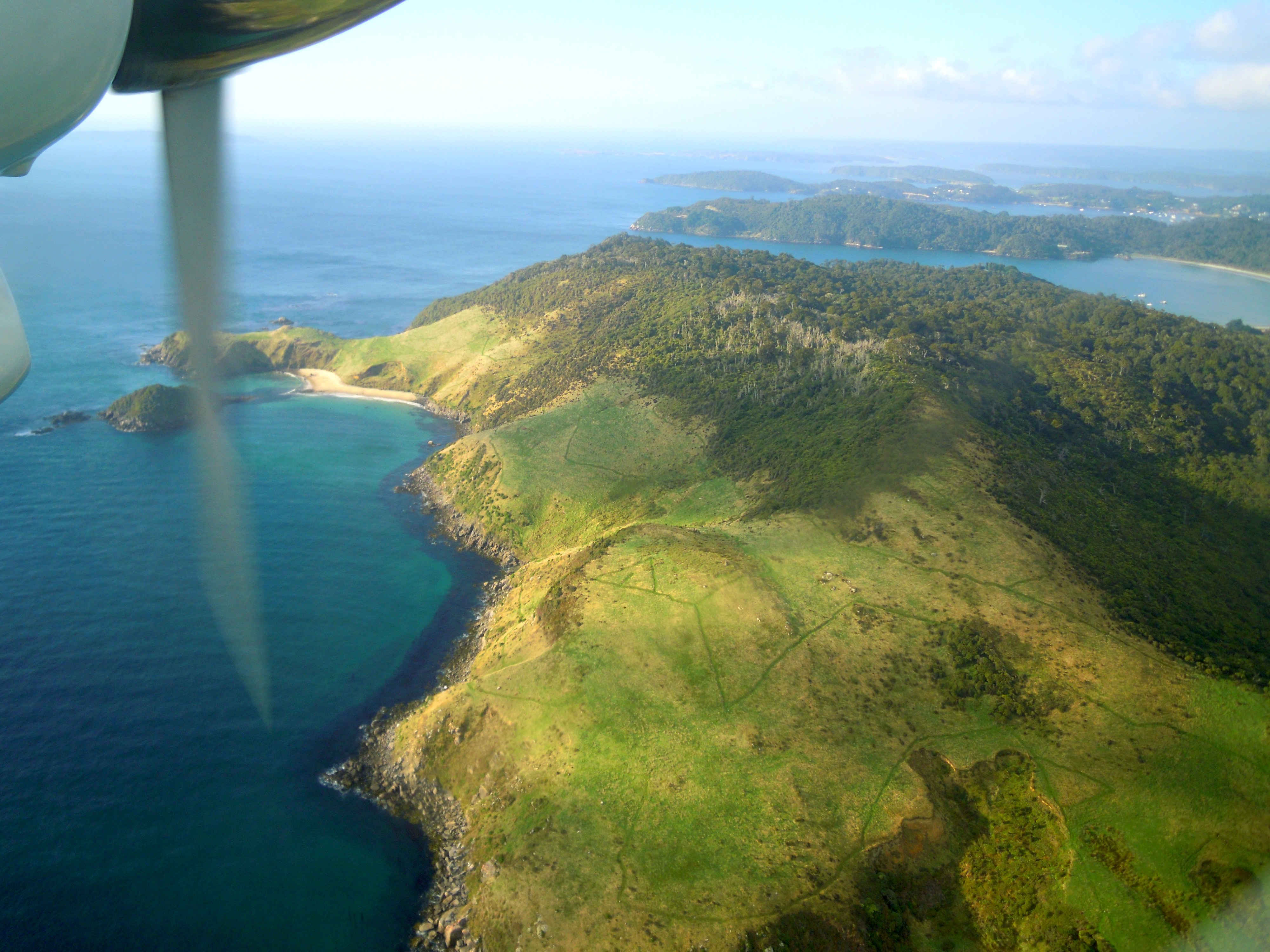
Phần phía Bắc của đảo Stewart.

Đảo Stewart có diện tích 1.680 km vuông (650 sq mi). Đây là hòn đảo đồi núi và có khí hậu ẩm ướt. Phía bắc bị chi phối bởi các thung lũng và đầm lầy sông nước ngọt. Đỉnh cao nhất là núi Anglem cao 979 mét (3.212 ft)), gần bờ biển phía bắc. Đây là một trong một vành các dãy núi bao quanh thung lũng nước ngọt.
Nửa phía nam là một loạt các đỉnh núi nhấp nhô tăng dần lên từ thung lũng của sông Rakeahua chạy về phía nam, con sông đổ ra Paterson Inlet. Điểm cực nam của dãy núi này là núi Allen cao 750 mét (2.460 ft). Ở phía đông nam của hòn đảo có địa hình thấp hơn một chút, và được thoát nước bởi các thung lũng sông Toitoi, Lords và sông Heron. Mũi Tây Nam trên hòn đảo này là điểm cực nam của các hòn đảo chính tại New Zealand.
Vịnh Mason ở phía tây là khu vực đáng chú ý với một bãi biển cát dài trên một hòn đảo mà địa hình gồ ghề là chủ yếu như đảo Stewart. Một gợi ý là vịnh được hình thành bởi dư chấn của một vụ va chạm thiên thạch trong biển Tasman.
Ba hòn đảo nhỏ và nhiều đảo lớn hơn nằm xung quanh bờ biển. Đáng chú ý trong số này là Đảo Ruapuke nằm trong eo biển Foveaux và cách Oban 32 km (20 dặm) về phía đông bắc; Đảo Codfish, gần bờ biển phía tây bắc; và Đảo Big South Cape, ngoài khơi mũi phía tây nam. Nhóm đảo Titi / Muttonbird nằm giữa đảo Stewart / Rakiura và đảo Ruapuke, xung quanh đảo Big South Cape, và ngoài khơi bờ biển phía đông nam. Hòn đảo hấp dẫn khác bao gồm đảo Bench, Native, và Đảo Ulva, tất cả gần cửa biển Paterson Inlet; và đảo Pearl, Anchorage, và Noble gần Port Pegasus ở phía tây nam. Hơn nữa, ngoài khơi trên đại dương là Quần đảo Snares, là một nhóm các đảo nhỏ và đảo núi lửa, không được kết nối với đảo Stewart.
Khí hậu của đảo Stewart tương đối là dễ chịu với mức nhiệt vừa phải. Tuy nhiên, một hướng dẫn du lịch đề cập đến các trận mưa lớn thường xuyên khiến cho việc du lịch tới đây phải mang theo giày dép và quần áo không thấm nước là bắt buộc, và hướng dẫn viên khác còn nói thêm rằng, lượng mưa tại Oban có thể đạt từ 1.600 đến 1.800 mm (63–71 in) mỗi năm.
Do có vị trí ở vĩ độ cao nên đây cũng là một địa điểm tốt để quan sát cực quang (nam cực quang).

## Khu định cư
Thị trấn và là khu dân cư duy nhất trên hòn đảo là Oban, trên vịnh Halfmoon.
Một khu định cư trước đó là tại Port Pegasus khi nơi đay từng có một số cửa hàng và bưu điện, nằm trên bờ biển phía nam của hòn đảo này. Pegasus bây giờ là khu vực không có người ở, và chỉ được truy cập bằng thuyền hay thông qua các hòn đảo khác. Một địa điểm định cư cũ trước đây khác là tại Port William. Để đến được đây, người ta phải đi bộ bốn giờ đồng hồ xung quanh bờ biển phía bắc từ Oban, nơi những người nhập cư từ các khu định cư của quần đảo Shetland đầu thập niên 1870. Điều này đã không thành công, và những người định cư còn lại chỉ ở khu vực này trong vòng 1-2 năm, hầu hết họ đi làm công việc chế biến gỗ ở những nơi khác trên đảo.
Từ năm 1988, đảo Stewart / Rakiura đã được cung cấp điện bằng máy phát điện diesel; trước đây người dân sử dụng máy phát điện riêng. Tuy nhiên, người dân sẽ phải trả tiền điện cao gấp 3 lần so với tại đảo Nam (0,52 đola NZ/kWh vào năm 2008). Hội đồng Quận Southland đã hợp tác với công ty năng lượng nhà nước Meridian Energy để phát triển các nguồn năng lượng tái tạo cho hòn đảo này, và các thí nghiệm với quang điện và điện gió đang được tiến hành.

## Kinh tế và thông tin liên lạc
Đánh bắt cá là ngành kinh tế quan trọng nhất của đảo Stewart / Rakiura. Ngoài ra, du lịch tại đây đã dần trở thành nguồn thu nhập chính của đảo. Một số ngành khác gồm có nông nghiệp và lâm nghiệp. 
Hệ thống tuyến đường chính trên đảo chủ yếu chạy qua Oban, còn ở vùng ngoại ô khác là những con đường trải sỏi đá. Hãng hàng không Southern Air mở đường bay giữa Creek Aerodrome Ryan và sân bay Invercargill và máy bay cũng có thể hạ cánh trên bãi cát ở vịnh Mason, Doughboy, và bãi biển Tây Ruggedy. Dịch vụ phà và xà lan chở khách thường xuyên chạy tuyến giữa Bluff (tại Đảo Nam) và Oban.
Oban có đầy đủ dịch vụ về điện thoại và băng thông rộng (ADSL), nhưng vùng phủ sóng điện thoại di động được giới hạn bởi nhà mạng XT / 3G và tất cả các dịch vụ dựa trên một kết nối đường truyền tại Bluff, nên tốc độ đường truyền mạng còn hạn chế.
Stewart có thể bắt được tín hiệu được hầu hết các chương trình phát sóng của đài phát thanh AM và FM tại khu vực Nam California. Dịch vụ truyền hình có sẵn thông qua truyền hình vệ tinh sử dụng Sky hay Freeview. Dịch vụ truyền hình mặt đất tương tự có thể nhận được trên đảo Stewart từ máy phát truyền hình Hedgehope được đặt vào 28 tháng 4 năm 2013.